# Puccinia calosperma
Puccinia calosperma är en svampart som beskrevs av Syd., P. Syd. & E.J. Butler 1906. Puccinia calosperma ingår i släktet Puccinia och familjen Pucciniaceae.   Inga underarter finns listade i Catalogue of Life.